# Лалевад-д’Ардеш
Лалева́д-д’Арде́ш (фр. Lalevade-d'Ardèche, окс. La Levada d'Ardecha) — коммуна во Франции, находится в регионе Рона — Альпы. Департамент коммуны — Ардеш. Входит в состав кантона Тюэй. Округ коммуны — Ларжантьер.
Код INSEE коммуны — 07127.
Коммуна расположена приблизительно в 500 км к югу от Парижа, в 130 км южнее Лиона, в 24 км к юго-западу от Прива, на правом берегу реки Ардеш.
Коммуна была образована 15 декабря 1903 года в результате разделения коммуны Ньель на Пон-де-Лабом и Лалевад-д’Ардеш.

## Население
Население коммуны на 2008 год составляло 1167 человек.
| 1962 | 1968 | 1975 | 1982 | 1990 | 1999 | 2008 |
| ---- | ---- | ---- | ---- | ---- | ---- | ---- |
| 1129 | 1150 | 1199 | 1103 | 1012 | 1032 | 1167 |

## Администрация
| Период | Период | Фамилия         | Партия                  | Профессия |
| ------ | ------ | --------------- | ----------------------- | --------- |
| 1971   | 1977   | Морис Марку     |                         |           |
| 1977   | 1986   | Реймон Шалве    |                         |           |
| 1986   | 1987   | Рене Фенон      |                         |           |
| 1987   | 2001   | Роже Крегю      | независимый             |           |
| 2001   | 2008   | Жан-Клод Кьефер | независимый             |           |
| 2008   | 2009   | Анри Мерле      | Социалистическая партия |           |
| 2009   |        | Клод Шаррон     |                         |           |

## Экономика
До XX века основу экономики составляла добыча угля. В 1789 году в Лалевад-д’Ардеш (тогда Ньель) добывалось 5000 тонн угля в год. Сегодня экономика ориентирована на туризм и сферу услуг.
В 2007 году среди 657 человек в трудоспособном возрасте (15—64 лет) 436 были экономически активными, 221 — неактивными (показатель активности — 66,4 %, в 1999 году было 70,7 %). Из 436 активных работали 395 человек (205 мужчин и 190 женщин), безработных было 41 (24 мужчины и 17 женщин). Среди 221 неактивных 54 человека были учениками или студентами, 79 — пенсионерами, 88 были неактивными по другим причинам.

## Достопримечательности
- Церковь (1846—1856 годы)

## Фотогалерея

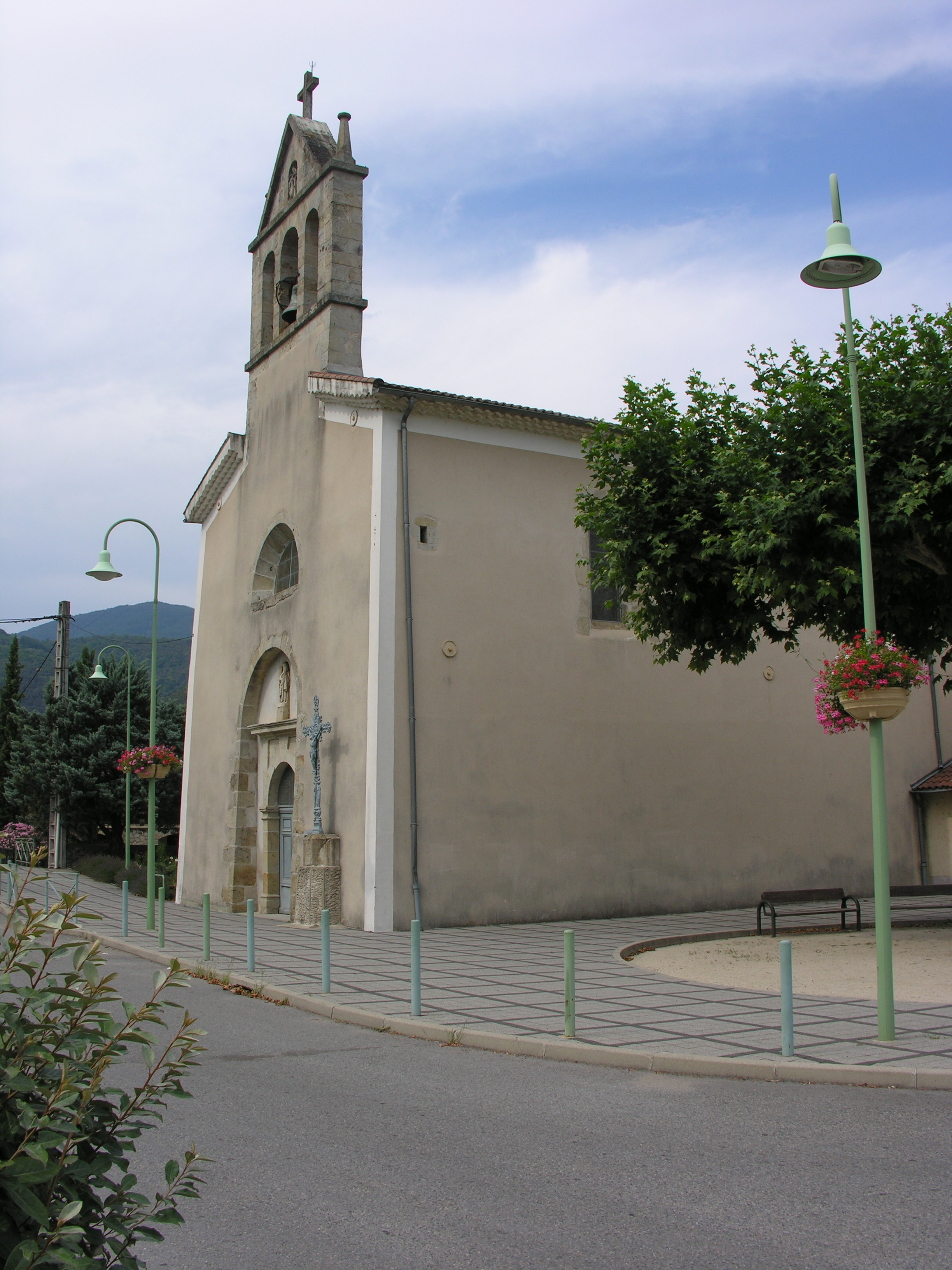
Церковь
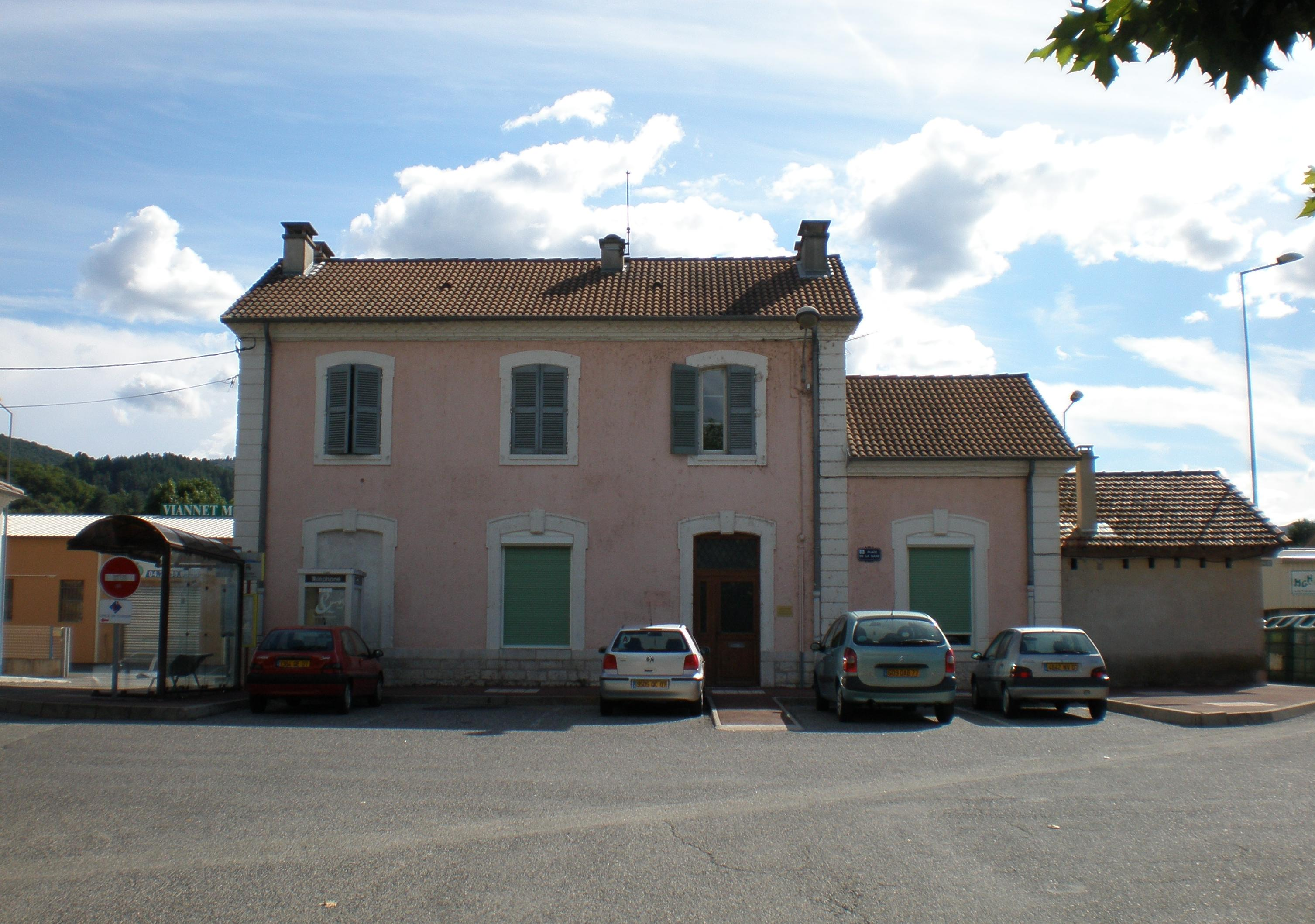
Бывший вокзал
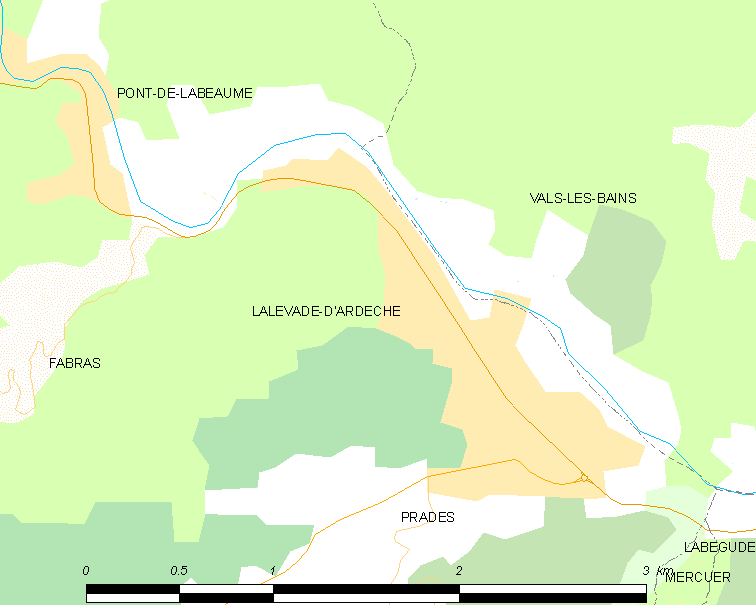
Карта коммуны